# Hlatky Edit
Hlatky Edit/Edith (Budapest, 1926. április 2. – Los Angeles, 2006. november 14.) magyar színésznő.

## Életpályája
Feld Rózsi gyermekszínházában kapott először szerepet. 1942-ben végezte el a Színházművészeti Akadémiát. A Komédia Orfeum szerződtette szubrett-komika szerepkörben. 1946–1947 között a Royal Revü Színház színésznője volt. 1947–1950 között a Fővárosi Operettszínház tagja volt. 1950-ben elhagyta Magyarországot, Kaliforniában telepedett le.
Temperamentumát, egyéni, groteszk komikumát, tánctudását jól kamatoztatta. Sikeresen szerepelt A VIII. osztály (Bródy T.–Békeffy I.), Rip van Winkle (Planquette) és a Hotel Plaza (Neil Simon) című darabokban. Többször fellépett San Francisco, New York, Chicago, Cleveland, Hollywood, valamint Toronto, Vancouver, Calgary magyar közönsége előtt.

## Családja
Szülei Hlatky Sándor bérfuvarozó és Batár Júlia voltak. 1956. július 22-én házasságot kötött Vadász Lőrinc mérnökkel.

## Színházi szerepei

### Hlatky Edit-ként
- Nóti Károly: Nyitott ablak – Marcsa
- Komjáthy Károly: Ipafai lakodalom – Lina

### Hlatky Edith-ként
- Buday Dénes: Fityfiritty – Zsiráf Bella
- Planquette: Rip van Winkle – Charlotte

## Filmjei
- Katyi (1942)
- Machita (1943-1944)
- Ez történt Budapesten (1944)
- Hazugság nélkül (1945)
- Janika (1949)